# Hochalpljoch
Hochalpljoch (italienska: Passo dell’ Oregone) är ett bergspass på gränsen mellan Österrike (förbundsland Kärnten) och Italien (region Trentino-Sydtyrolen). Hochalpljoch ligger 2 480 meter över havet.
Över Hochalpljoch går en vandringsled.
I omgivningarna runt Hochalpljoch förekommer i huvudsak alpin tundra och kala bergstoppar.